# Estaba la pájara pinta sentada en el verde limón
Estaba la pájara pinta sentada en el verde limón es la tercera novela de la escritora colombiana Albalucía Ángel, publicada en Bogotá en 1975. La novela relata la historia de Ana, una joven pereirana, dentro de un contexto de violencia de la historia de Colombia que abarca desde el momento del Bogotazo el 9 de abril de 1948, hasta unos días después de la muerte del Che Guevara en octubre de 1967, y que fue fruto de la guerra bipartidista que vivió el país durante gran parte del siglo XX.

## Argumento
Estaba la pájara pinta sentada en el verde limón relata dos historias de manera paralela, anacrónica y con múltiples voces narrativas. Por un lado, se encuentra la narración histórica que pasa por algunos núcleos de la historia de Colombia; por otro lado, está la historia de formación de Ana que empieza desde su niñez hasta sus años de adulta joven. Ambas historias se encuentran entrelazadas a lo largo de la novela mediante el recuerdo.
La novela inicia con la escena del Bogotazo uniendo los recuerdos de Ana sobre aquel día con tres narraciones oficiales: una voz anónima que relata minuto a minuto los momentos previos al asesinato del líder del Partido Liberal Jorge Eliécer Gaitán; otra narración, que toma lugar justo después del asesinato del líder político, es la de Bertha Hernández de Ospina, esposa del presidente Mariano Ospina Pérez; y la narración del entonces senador y miembro del Partido Liberal Carlos Lleras Restrepo, quien se dirige al Palacio de la carrera para conferir con el presidente. A lo largo de la primera parte, se mezcla la narración de Ana a Sabina del 11 de octubre de 1967 entre las 8:00am y las 12:00pm, la empleada de su casa, sobre la manera en la que ella recuerda haber vivido ese día en el colegio en Pereira, con estos recuentos de personajes históricos.
Ya entrado el periodo de gobierno de Gabriel Muñoz Sastoque, la versión ficticia de Gustavo Rojas Pinilla, y el posterior periodo del Frente Nacional, Ana comienza a recordar sus años de adolescencia unidos con otros recuerdos de su niñez. Empiezan a aparecer personajes como Valeria y Lorenzo, a quien Ana también relata sus recuerdos en su finca, la Arenosa, la noche del 11 de octubre de 1967 y la madrugada del 12. En estos periodos históricos, cuando Ana comienza a adquirir mayor consciencia política gracias a su amistad con Valeria y Lorenzo, se evidencia un Estado más opresor con su pueblo en eventos como la Masacre estudiantil de 1954 y el silenciamiento de las ideologías de izquierda, que resultó en la aparición de varios grupos guerrilleros. Durante estos momentos históricos la historia de Ana pasa también por núcleos de violencia que vivió en su propia vida o que sufrieron personas cercana a ella: hay escenas de violación, la muerte de Julieta y la muerte de Valeria entre otras. Varias de estas escenas son contadas por Ana a un agente de policía el 12 de octubre de 1967 a las 6:00pm
La novela termina con la misma escena con la que abre: Lorenzo y Ana se encuentran en la cama, Lorenzo está delirando y contándole a Ana los recuerdos de su tortuga.......

## Temas

### Memoria
El recuerdo y la memoria son los aspectos centrales de la novela, como se denota de manera literal en el epígrafe de Dylan Thomas que abre la historia: "The memories of childhood have no order, and no end". Teniendo en cuenta que la historia se basa en la memoria de Ana, la estructura de la novela sigue el flujo natural del acto de recordar el cual funciona de manera anacrónica. Es por esto que la novela funciona como una sucesión y yuxtaposición de escenas, tiempos y voces narrativas.

### Violencia
La violencia engloba toda la novela, tanto desde un plano histórico como desde un plano personal:
"La violencia en sus múltiples dimensiones –lucha de partidos, mentiras políticas, manipulaciones oficiales, enfrentamientos de clases, violaciones, resentimientos regionales, perversidades infantiles, etc.– se constituye en enunciado narrativo que proliferado, sirve de denominador común a diferentes planos superpuestos" (Cristo Rafael Figeroa Sánchez, 1986)
Las memorias de Ana y las memorias históricas se ven unificadas por la violencia que se encuentra en ellas. Al entrelazar estas memorias a través de la violencia se hace una propuesta para mirar el pasado nacional de una manera diferente.

### Niñez
La niñez y la inocencia se ven desde el inicio de la novela. Una de las simbologías centrales que reflejan la niñez y la pérdida de la inocencia que se ve unida a esta es la caída del diente y la historia del ratón Pérez, un recuerdo al que Ana vuelve constantemente:
"–Yo creo que ese día perdí la inocencia para siempre.
–¿Cómo así? ¿Qué día...? ¿Por qué perdió la inocencia...? ¡Santocristo!
–El día en que me di cuenta que lo del ratón Pérez era un puro cuento de viejas: así se lo dije a Irma y a la Pecosa, para que no se dejaran engatusar ellas tampoco" (Albalucía Ángel, 1975)
Las memorias personales unen la visión infantil de Ana cuando era niña y la visión adulta de Ana cuando narra sus recuerdos en octubre de 1967.

### Mujer[5]
El cuerpo femenino y el papel de la mujer dentro de su contexto específico están presentes constantemente en la memoria, la violencia y la niñez. Ana relata la historia desde su lugar de enunciación como mujer y en este espacio confluyen todas las otras temáticas. Asimismo, la novela propone realidades a las que no se les ha dado voz sobre la violencia impuesta a los cuerpos femeninos, la niñez de la mujer como unos años en los que conviven la inocencia y la violencia y le da capacidad de agencia a la memoria de la mujer.

## Recepción
La novela de Albalucía Ángel fue otorgada el Premio Vivencias en Cali en 1975 y en el 2015 el Ministerio de Cultura realizó un homenaje durante la Feria Internacional del Libro de Bogotá con motivo de las 40 años de la publicación del libro.
Álvaro Mutis, quien ejerció como jurado del Premio Vivencias en 1975, dijo que la novela era "una obra extraordinaria". A pesar de estos reconocimientos, Estaba la pájara pinta sentada en el verde limón no tuvo una gran respuesta por parte del público ni de la crítica. Siguiendo las palabras del profesor de la Universidad del Valle Oscar Osorio, la novela se ha visto silenciada e inexplorada por parte de la crítica literaria frente a otros autores y novelas de la Violencia.